# Méznevelő
Méznevelő (szlovákul: Medovarce) község Szlovákiában, a Besztercebányai kerületben, a Korponai járásban.

## Fekvése
Korponától 17 km-re délnyugatra, a Korpona patak partján fekszik.

## Története
Területe már a bronzkorban is lakott volt, határában bronzkori urnatemetőre bukkantak a régészek. A leletek a lausitzi kultúra időszakából és a La Téne-korból származnak.
1156-ban "Neulen" néven említik először. Lakói neve alapján királyi méhészek lehettek. 1302-ben "Myzmieleu", 1331-ben "Myzmeneleu" néven szerepel okiratban. Lontó Szügyi András, majd Dersfi Miklós birtokolta. A 16. századtól Csábrág várának uradalmához tartozott. 1562 és 1594 között a török hódoltság része. 1715-ben malma és 22 háza, 1720-ban 39 háza volt. 1828-ban 68 házában 410 lakos élt. Lakói főként mezőgazdasággal, szőlőtermesztéssel foglalkoztak.
Vályi András szerint "MÉZNEVELŐ. Madovarce. Magyar falu Hont Várm. földes Ura G. Kohári lakosai többfélék, fekszik Alsó Rohonczának szomszédságában, és annak filiája, legelője elég van, szőlő hegye tágas, és jó borokat terem, fája tűzre van."
Fényes Elek szerint "Méznevelő (Medovaria), tót f., Hont vgyében, Szebelébhez 1/2 mfd., 12 kath., 380 evang. lak. Evang. templom. Föld és szőlő mivelés. F. u. h. Coburg. Ut. p. Ipoly-Ságh."
A trianoni békeszerződésig Hont vármegye Ipolysági járásához tartozott.

## Népessége
| Év:            | 1994. | 2004.  | 2014.   | 2024.   |
| -------------- | ----- | ------ | ------- | ------- |
| Emberek száma: | 250   | 247    | 238     | 218     |
| Eltérés:       |       | -1,2 % | -3,64 % | -8,40 % |

| Év:            | 2023. | 2024.   |
| -------------- | ----- | ------- |
| Emberek száma: | 216   | 218     |
| Eltérés:       |       | +0,92 % |

1910-ben 312, túlnyomórészt szlovák lakosa volt.
2001-ben 256 lakosából 235 szlovák volt.
2011-ben 254 lakosából 246 szlovák.

## Nevezetességei
- Evangélikus temploma 1836-ban épült a korábbi templom alapjain. 1500 körül készített keresztelőmedencéje van.
- A faluban a népi építészet számos szép alkotása maradt fenn.
- A község népművészetéről, különösen hímzéseiről híres.

## Külső hivatkozások
- Községinfó
- Méznevelő Szlovákia térképén
- Regionhont.sk